# Rahim-Chan-Moschee

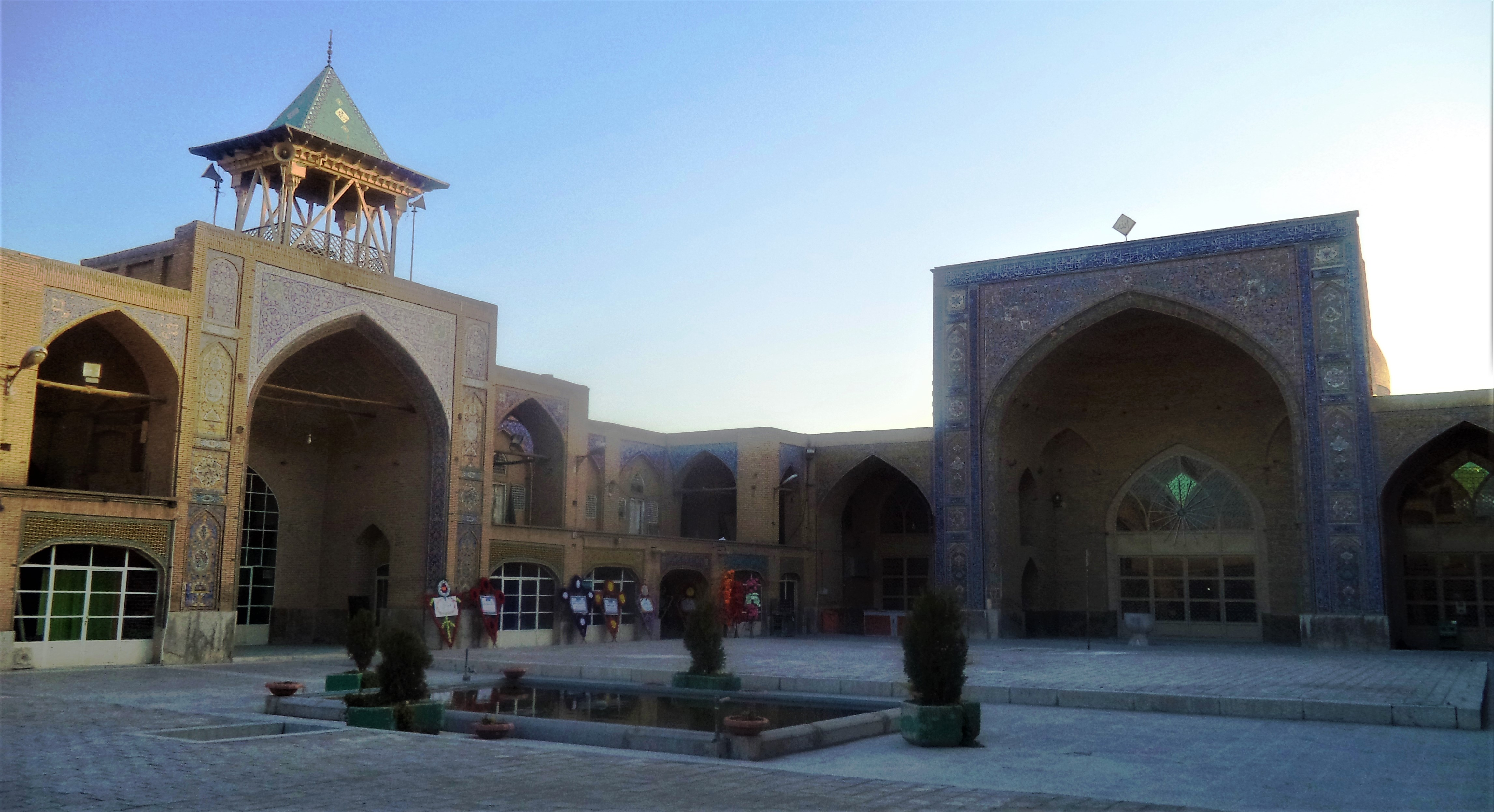
Rahim-Chan-Moschee (2016)

Die Rahim-Chan-Moschee (persisch مسجد رحیم خان Masdsched-e-Rahim Chan [mæsd͡ʒɛd ɛ ɾæhimxɑn]) ist eine historische Moschee in Isfahan, Iran.
Die Moschee wurde im späten 19. Jahrhundert erbaut. Sie besteht aus einer ungewöhnlichen Mischung verschiedener architektonischer Stile. Ihr Schabestan ist einer der größten in Isfahan. Der Schabestan, das Kuppeldach, Portal und Iwan der Moschee wurden wieder aufgebaut.